# Rüdiger von der Goltz (Politiker, 1837)

Rüdiger von der Goltz

Rüdiger Freiherr von der Goltz (* 17. Juli 1837 in Kreitzig, Kreis Schivelbein; † 29. Juni 1910 in Stettin; mit sämtlichen Vornamen Karl Eduard Joachim Rüdiger Freiherr von der Goltz) war ein deutscher Gutsbesitzer und Politiker.

## Leben
Er war ein Angehöriger der uradligen Familie von der Goltz; sein Vater Carl Freiherr von der Goltz war langjähriger Landrat des Kreises Schivelbein. Rüdiger von der Goltz studierte Rechtswissenschaften an der Universität Heidelberg und an der Friedrich-Wilhelms-Universität zu Berlin, wo er zum Dr. jur. promoviert wurde. Anschließend trat er zunächst in den Justizdienst (er wurde Auskultator beim Kammergericht) und wechselte 1862 in den Verwaltungsdienst. Außerdem machte er Auslandsreisen in die Schweiz, nach Frankreich und nach Norwegen. Als Regierungsreferendar war er kurzzeitig bei der Regierung in Frankfurt (Oder) beschäftigt, dann bei der Regierung in Potsdam. Von Januar bis April 1865 war er Landratsamtsverwalter des Kreises Jüterbog-Luckenwalde.
Nach dem Tode seines Vaters im Jahre 1865 wurde er als dessen Nachfolger Landrat des Kreises Schivelbein. Er stand auf dem ersten Platz der Vorschlagsliste des Kreistages und wurde auch von der zuständigen Regierung in Köslin ohne weiteres akzeptiert; die offizielle Ernennung durch den König erfolgte im Dezember 1865. Zum Landrat ernannt, musste er aber wiederholt aus gesundheitlichen Gründen Urlaub nehmen.
1871 wurde er für den Wahlkreis Köslin 4 (Belgard-Schivelbein-Dramburg) in den Reichstag gewählt, dessen Mitglied er bis 1874 war. Er schloss sich im Reichstag keiner Fraktion an, stand aber der Reichs- und Freikonservativen Partei nahe. Zu Ende 1871 legte er sein Amt als Landrat des Kreises Schivelbein nieder. Als Landrat folgte ihm Nikolaus Graf von Baudissin, den die Regierung in Köslin bereits als seinen Nachfolger aufgebaut hatte.
1876 wurde er Mitglied des Pommerschen Provinziallandtages, dem er mit einer kurzen Unterbrechung (1881) bis zu seinem Tode 1910 angehörte.
Von 1881 bis 1893 war er Landesdirektor des Provinzialverbands Pommern. Er war auch von 1870 bis 1879 Mitglied des Preußischen Abgeordnetenhauses, dann erneut ab 1899 bis zu seinem Übertritt in das Preußische Herrenhaus am 13. Dezember 1900.
Er war Besitzer der Rittergüter Kreitzig, Zietlow, Rogzow, Langhof und Latzig.
Rüdiger Freiherr von der Goltz war mit Marie von Bassewitz verheiratet. Aus der Ehe gingen zwei Söhne hervor. Sein ältester, gleichnamiger Sohn Rüdiger von der Goltz wurde zunächst Landrat des Kreises Kolberg-Körlin, legte nach dem Tode des Vaters dieses Amt nieder, um sich der Verwaltung der ererbten Güter zu widmen, und wurde 1917 kommissarischer Landratsamtsverwalter des Kreises Schivelbein.